# شزندرة جرداء
شزندرة جرداء (الاسم العلمي:Schisandra glabra) هي نوع من النباتات يتبع جنس الشزندرة من الفصيلة الشزندرية.